# Le Gratteris
Le Gratteris korábbi község (település) Franciaországban, Doubs megyében. 2025. január 1-jén a korábbi Mamirolle községgel egyesült és az azonos nevű Mamirolle új község része lett.
Lakosainak száma 163 fő (2022. január 1.). Le Gratteris Mamirolle, Saône, Trépot és Tarcenay-Foucherans községekkel határos.

## Népesség
A település népességének változása:
| Lakosok száma | 46   | 76   | 79   | 112  | 174  | 175  | 186  | 169  | 160  | 163  |
|               | 1968 | 1982 | 1990 | 2006 | 2013 | 2015 | 2017 | 2019 | 2020 | 2022 |